# Quarta B
Quarta B é um filme brasileiro, lançado em 2005 e dirigido por Marcelo Galvão.

## Sinopse
A professora de uma escola primária, o diretor, o zelador e quinze pais estão reunidos na mesma sala para discutir um tabu: o que fazer ao encontrar drogas com um aluno de 10 anos? Há uma proposta de todos tentarem entrar no universo das crianças que usam drogas e experimentarem juntos. Acusações, intrigas e muitas revelações vêm à tona enquanto cada um deles tenta proteger a própria família.

## Elenco
- Christiano Cochrane .... Dr. Álvaro
- Marcos Bao .... Danrley (motoboy)
- Marcos França .... Jamil
- Malu Biernenbach .... Flora
- Lívia Doblass .... Bárbara
- Cesar Birindelli  .... Roberto
- Rosaly Papadopol .... Isadora
- Thereza Piffer .... Mônica
- Antonio Destro .... Dr. Ricardo
- Fernanda Couto .... Beatriz
- Deto Montenegro .... Reko
- Tobin Dorn  .... Phil
- Paulo Seabra .... André
- Henrique Benjamin .... Paulo
- Edgar Schmalz .... Edgar
- Jolanda Gentilezza .... Vera
- Ithamar Lembo .... Jonas
- Neusa Romano .... Cláudia
- Maria Alice Vergueiro .... Mãe de Mônica

## Premiações
- Foi escolhido como o melhor filme pelo público da 29ª Mostra Internacional de Cinema de São Paulo. A escolha foi feita pelos espectadores por meio de notas, sendo que a nota máxima era 5 e Quarta B obteve nota 4,42, acima da nota 4,28 do filme Cinema, Aspirinas e Urubus, escolhido pelo júri internacional como melhor filme da competição.
- Recebeu o prêmio Bombril na categoria de melhor filme brasileiro de ficção de 2005, na mesma mostra.